# Badminton 1919
Höhepunkt des Badmintonjahres 1919 waren die London Championships, welche Mitte Dezember 1919 in Logan stattfanden. Im ersten Jahr nach dem Ersten Weltkrieg fand in Europa und insbesondere in Großbritannien noch kein regelmäßiger Spielbetrieb statt. Außerhalb Europas gab es keine offiziellen Meisterschaften.
==Internationale Veranstaltungen ==
| Veranstaltung        | Herreneinzel       | Dameneinzel       | Herrendoppel                           | Damendoppel                    | Mixed                            |
| -------------------- | ------------------ | ----------------- | -------------------------------------- | ------------------------------ | -------------------------------- |
| London Championships | George Alan Thomas | nicht ausgetragen | George Alan Thomas Archibald Engelbach | Margaret Tragett Hazel Hogarth | George Alan Thomas Hazel Hogarth |

## Terminkalender
| Veranstaltung        | Ort    | Datum |
| -------------------- | ------ | ----- |
| London Championships | London | 1919  |